# 野村正實
野村 正實（のむら まさみ、昭和23年（1948年） - ）は、日本の経済学者。明治大学特別招聘教授・放送大学客員教授・東北大学名誉教授。
静岡県出身。横浜国立大学経済学部を卒業後、日本学術振興会奨励研究員、岡山大学経済学部教授、東北大学大学院経済学研究科教授、国士舘大学経営学部教授を歴任。

## 略歴
- 1966年 沼津工業高等専門学校電気工学科第3学年修了[1]
- 1971年 横浜国立大学経済学部卒業
- 1973年 東京大学大学院経済学研究科修了
- 1976年 日本学術振興会奨励研究員
- 1977年 岡山大学法文学部講師
- 1979年 岡山大学法文学部助教授
- 1990年 岡山大学経済学部教授
- 1995年 東北大学経済学部教授
- 1998年 東北大学大学院経済学研究科教授

## 主な著作物
- 1981年 『ドイツ労資関係史論』（第４回労働関係図書優秀賞）
- 1995年 『トヨティズム』（経営科学文献賞）